# 華盛頓縣 (愛阿華州)
華盛頓縣（英語：Washington County）是美國艾奥瓦州東南部的一個縣。面積1,478平方公里。根據美國2000年人口普查，共有人口20,670。縣治里弗塞德。
成立於1839年，稱為Slaughter County，旋即改用現名。縣名是紀念首任總統喬治·華盛頓。